# Světová zdravotnická organizace

Vlajka WHO

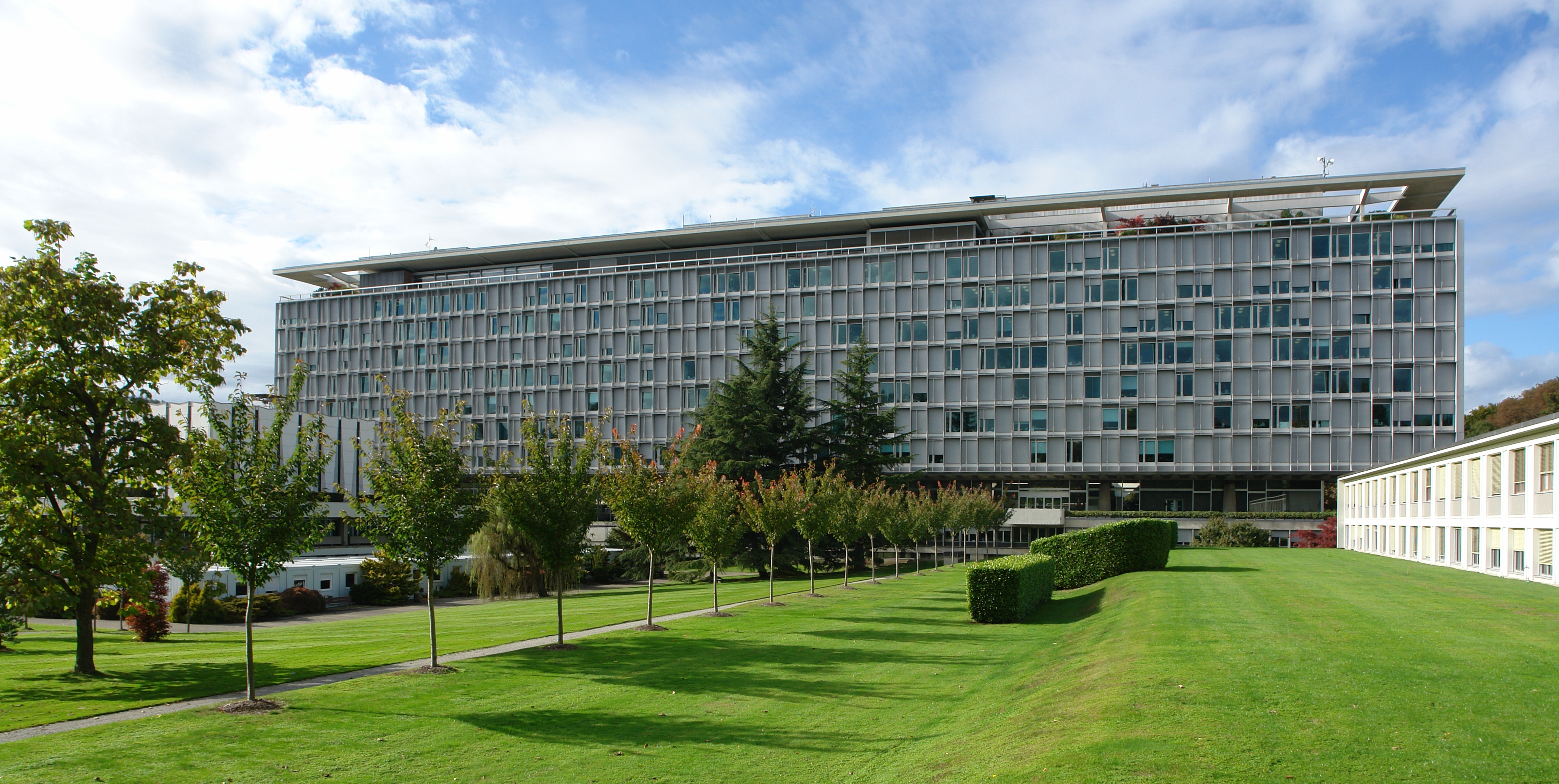
Centrála WHO ve švýcarské Ženevě

Světová zdravotnická organizace (SZO, anglicky World Health Organization – zkráceně WHO) je agentura Organizace spojených národů. Je koordinační autoritou v mezinárodním veřejném zdraví. Její centrála sídlí v Ženevě ve Švýcarsku. Organizace byla založena Spojenými národy 7. dubna 1948. Tento den v roce se celosvětově slaví jako Světový den zdraví. WHO zdědila mnoho mandátů a zdrojů po svém předchůdci, Zdravotní organizaci, která byla agenturou organizace Společnost národů, působící v období mezi dvěma světovými válkami. WHO převzala plnění povinností a úkolů Mezinárodního úřadu veřejného zdravotnictví (OIHP), které byly stanoveny v mezinárodní smlouvě podepsané v Římě v prosinci 1907.

## Úkoly WHO
Ústava Světové zdravotnické organizace stanovuje, že jejím úkolem je „dosažení všemi lidmi nejvyšší možné úrovně zdraví“. Její hlavní úloha je likvidovat nemoci, speciálně klíčové infekční nemoci. V rámci mezinárodního monitorování průběhu a šíření infekčních nemocí jako SARS, malárie a AIDS, realizuje též programy na likvidaci těchto nemocí, a to vývojem a distribucí vakcín. Po letech likvidace pravých neštovic, WHO v roce 1979 prohlásila, že nemoc byla eradikována – jako první nemoc v historii lidstva, která byla vymýcena. WHO se blíží úspěchu ve vývoji vakcín proti nemocem, jako jsou malárie a schistosomóza (infekční nemoc způsobená motolicemi rodu Schistosoma) a plánuje eliminovat dětskou obrnu v nejbližších letech.
Ústava WHO definuje zdraví jako stav kompletní fyzické, mentální a sociální pohody, a ne jenom jako absenci nemoci nebo vady. V rámci boje proti různým nemocem, WHO též provádí celosvětové kampaně, např. na zvýšení spotřeby zeleniny, nebo na snížení konzumace tabáku, a provádí vlastní výzkumné projekty - např. zda má elektromagnetické pole kolem mobilních telefonů negativní vlivy na zdraví. Některé nálezy z těchto výzkumů mohou být kontroverzní, jako například zpráva WHO z dubna 2003, která doporučila, že obsah cukru ve zdravé dietě má být méně než 10%, což vedlo k lobbování cukrovarnického průmyslu proti tomuto doporučení.
K uvedeným úkolům WHO, mezinárodní smlouvy přidělily organizaci mnoho odpovědnosti za následující konvence – např. Jednotná úmluva o omamných látkách a Úmluva o psychotropních látkách žádají WHO vydat závazné vědecké a medicínské hodnocení psychoaktivních drog a doporučit jak mají být regulovány. Tímto způsobem WHO koná dohled nad výkonem zákonodárné Komise pro narkotika.

## Struktura
Orgány WHO jsou Světové zdravotnické shromáždění, výkonná rada a sekretariát.
Světové zdravotnické shromáždění je složeno z delegátů zastupujících členy. Každý člen je zastoupen ne více než třemi delegáty, z nichž jeden je určen za hlavního delegáta. Každý člen má ve shromáždění jeden hlas. Shromáždění se obvykle sejde každý rok v květnu a kromě jmenování generálního ředitele (na pětiletý termín) monitoruje finanční řízení Organizace. Shromáždění také kontroluje a schvaluje předložený programový rozpočet, volí Výkonnou radu.
Výkonná rada se skládá z 34 osob kvalifikovaných v oblasti zdravotnictví, které volí Světové zdravotnické shromáždění. Členové jsou voleni na třileté období a mohou býti zvoleni znovu. Výkonná rada zřizuje výbory. Hlavní funkce Rady je realizace rozhodnutí a řízení Shromáždění, obecně mu je povinna radit a podporovat jeho práci.
Sekretariát se skládá z generálního ředitele a technických a správních úředníků, jichž je asi 11 000 a jsou tvořeni zdravotními a jinými experty a pomocným personálem, pracujícím v centrále, v 6 regionálních úřadech a v zemích.
Světové zdravotnické shromáždění nebo výkonná rada mohou svolati místní, obecné, odborné nebo jiné zvláštní konference, aby studovaly otázky spadající do působnosti Světové zdravotnické organizace.

### Členství
WHO má 194 členských států, včetně všech členských států OSN kromě Lichtenštejnska. Území, která nejsou členské státy OSN, se mohou připojit jako přidružení členové (s kompletní informací, ale limitovanou participací a volebními právy), je-li to schváleno volbou shromáždění. Příklady jsou samosprávné entity Nového Zélandu – Cookovy ostrovy a Niue. Entitám může být též poskytnut status pozorovatele – např. Vatikán.
Argentinský prezident Javier Milei oznámil 5. dubna 2025, že jeho země odchází z WHO.

### Ukončení členství Spojených států amerických ve WHO
V dubnu 2020 oznámil americký prezident Donald Trump, že pokud WHO neprovede požadované reformy, pozastaví Spojené státy americké její financování. Prezident Trump informoval 6. července 2020 generálního tajemníka OSN, že USA opustí Světovou zdravotnickou organizaci ke dni 6. července 2021.
Administrativa Joea Bidena, úřadující v letech 2021–2025, avizovala záměr se do WHO vrátit. V lednu roku 2025 podepsal Donald Trump příkaz zahajující proces vystoupení.

## Partnerství
Jako agentura OSN je WHO financována systémem Organizace spojených národů skrze příspěvky členských států. V současných letech práce WHO obsahuje více spolupráce s partnery jako jsou nevládní organizace a farmaceutický průmysl, i s nadacemi jako je Nadace Billa a Melindy Gatesových nebo Rockefellerova nadace. Tyto formy spolupráce mohou být považovány za spolupráci mezi veřejným a soukromým sektorem; polovina rozpočtu organizace WHO je totiž financována soukromými nadacemi a průmyslovými podniky. Podle některých tak dochází k úpadku organizace.

### Některá partnerství WHO se soukromou sférou
- PATH: Program for Appropriate Technology in Health
- IAVI: International AIDS Vaccine Initiative
- MMV: Medicines for Malaria Venture
- MVI: Malaria Vaccine Initiative
- TB: Alliance: Global Alliance for TB Drug Development
- Aeras: Aeras Global TB Vaccine Foundation
- IPM: International Partnership for Microbicides
- PDVI: Pediatric Dengue Vaccine Initiative
- FIND: Foundation for Innovative New Diagnostics
- IOWH: Institute for One World Health
- DNDi: Drugs for Neglected Diseases Initiative

### Velvyslanci dobré vůle
Pro WHO pracují „Velvyslanci dobré vůle“, jsou to populární osobnosti a kolektivy z oblasti umění, sportu atd., které přitahují pozornost k iniciativám a projektům WHO. Mezi známé členy této skupiny patří:
- Jet Li
- Nancy Brinker
- Peng Liyuan
- Yohei Sasakawa
- Vídeňští filharmonikové
- Craig David[9]

## Generální ředitelé WHO
| Jméno                      | Země        | Termín úřadu |
| -------------------------- | ----------- | ------------ |
| Brock Chisholm             | Kanada      | 1948–1953    |
| Marcolino Gomes Candau     | Brazílie    | 1953–1973    |
| Halfdan T. Mahler          | Dánsko      | 1973–1988    |
| Hiroši Nakadžima           | Japonsko    | 1988–1998    |
| Gro Harlem Brundtlandová   | Norsko      | 1998–2003    |
| Lee Jong-wook              | Jižní Korea | 2003–2006    |
| Margaret Chan              | Čína        | 2007–2017    |
| Tedros Adhanom Ghebreyesus | Etiopie     | 2017–        |

## Další osoby spojené s WHO
- Carlo Urbani
- Andrija Štampar

## Zajímavosti
Pro potřeby centrály organizace vydávala švýcarská poštovní správa od roku 1948 známky své země opatřené přetiskem ve znění ORGANISATION MONDIALE DE LA SANTÉ. Později vydávala zvláštní emise známek již bez přetisků, se stejným nápisem a nadtitulkem HELVETIA. Námětem byl znak WHO, měna byla švýcarský frank a známky navrhovali švýcarští umělci.

## Kritika

### Závislost na Číně
V době koronavirové pandemie v roce 2020 byla WHO kritizována za přílišnou závislost na Číně. WHO věřila počtu nakažených a mrtvých, které Čína vykazovala, i dalším čínským vyjádřením, i když média už v lednu 2020 začala psát o tom, že Čína lže. WHO nevydávala důležitá opatření a nedoporučovala omezovat lety do Číny. Magazín Atlantic upozornil, že WHO nepsala o úspěšnosti Tchaj-Wanu a Jižní Koreje při boji proti koronavirové pandemii, i přesto že Tchaj-Wan dokázal zastavit šíření už na počátku krize. Vysoce postavený úředník Bruce Aylward se v přímé konfrontaci s mladou hongkongskou novinářkou přes Skype vyhýbal otázce přijetí Tchaj-Wanu a nakonec zavěsil. Misi lékařů a epidemiologů pro kontrolu nebezpečných nemocí WHO vyslala až v únoru, kdy už bylo v Číně po nejhorší části pandemie.
Za problematické je též považováno pozvání Tchaj-wanu pod jménem Čínská Taipei jako pozorovatele WHO. V dubnu 2020 oznámil prezident Trump, že kvůli způsobu, jakým si WHO počínala během pandemie koronaviru, zastaví USA dočasně její financování. Naopak prezident Macron se následně vyjádřil, že i přes počáteční problémy není vhodný okamžik k vyšetřování postoje Světové zdravotnické organizace k pandemii. Kancléřka Merkelová ocenila v proslovu k německému parlamentu Světovou zdravotnickou organizaci jako nepostradatelného partnera.

### Prevence nechtěného početí a podpora interrupcí
WHO podporuje prevenci před nechtěným početím (antikoncepci) a legalizaci umělých potratů s odůvodněním, že bez dostatečného přístupu k interrupci budou ženy podstupovat nekvalitní a nebezpečné zákroky. Na svých webových stránkách Světová zdravotnická organizace vyjmenovává bariéry interrupcí: zákaz interrupcí zákonem, svoboda svědomí lékařů odmítajících interrupce, nekvalitní služby, vysoká cena, stigma, poskytování zavádějících informací a požadavky na povinné čekání před zákrokem, konzultace, schválení jinou osobou a lékařské testy. Proti podpoře interrupcí protestovaly organizace a osobnosti sympatizující s hnutím pro-life.